# Franz Handlos
Franz Handlos (* 9. Dezember 1939 in Rusel; † 10. Juni 2013 in Regen) war ein deutscher Jurist, Verleger, Journalist und Politiker (CSU, REP, FVP, FDP). Er war Abgeordneter des Bayerischen Landtages (1970–1972) und des Deutschen Bundestages (1972–1987). Handlos war Gründungsmitglied der Republikaner (1983) und der Freiheitlichen Volkspartei (1985). Von 1983 bis 1985 war er Parteivorsitzender der Republikaner.

## Leben
Nach dem Abitur 1960 am Humanistischen Gymnasium in Pfarrkirchen leistete er seinen Wehrdienst bei der Bundeswehr ab. Sein letzter Dienstgrad war Oberleutnant der Reserve. Er studierte Politische Wissenschaft (Diplom) und Rechtswissenschaft (Staatsexamina). Außerdem war er Volontär bei der Passauer Neuen Presse und beim Münchner Merkur, wo er 1966 innenpolitischer Redakteur wurde.
1974 kaufte er die Liegenschaft des späteren Bauernhausmuseums Lindberg, das 1975 eröffnete. 1978 gründete er die Zeitschrift Schöner Bayerischer Wald, die er selbst verlegte. Außerdem war er als Reiseautor in Spanien tätig und Vorsitzender des Tourismusarbeitskreises Bayerischer Wald.

## Partei
Handlos war von 1973 bis 1979 Landesvorsitzender des Wehrpolitischen Arbeitskreises der CSU.
Nachdem er lange Jahre der Jungen Union und der CSU angehört hatte, gründete Handlos am 26. November 1983 zusammen mit Ekkehard Voigt sowie dem Journalisten und späteren langjährigen Bundesvorsitzenden Franz Schönhuber die Partei Die Republikaner (REP), deren Vorsitzender er bis 1985 war. Eine wichtige Rolle für die Gründung der neuen Partei spielte die Verärgerung über den so genannten „Milliardenkredit“, den der damalige CSU-Vorsitzende Franz Josef Strauß an die DDR vermittelt hatte; dies wurde von den Rechtskonservativen als Verrat an der antikommunistischen Grundhaltung der Partei und Verzicht auf das Ziel der Deutschen Einheit angesehen.
1985 gründete er – nach Differenzen mit Franz Schönhuber über den Kurs der Partei „Die Republikaner“ – die Freiheitliche Volkspartei und erhielt mit ihr bei der bayerischen Landtagswahl 1986 0,4 Prozent der Stimmen. 1987 trat er in die FDP ein.

## Abgeordneter
Nachdem Handlos von 1967 bis 1970 schon Pressesprecher der CSU-Landtagsfraktion gewesen war, gehörte er von 1970 bis 1972 dem Bayerischen Landtag (Stimmkreis Kötzting, Regen, Viechtach/Niederbayern) als Abgeordneter an. Dort war er Mitglied des Ausschusses für Fragen des öffentlichen Dienstes. Von 1970 bis 1972 war er für die CSU Rundfunkrat des Bayerischen Rundfunks.
Von 1972 bis 1987 war er Mitglied des Deutschen Bundestages. Wegen seiner ständigen Alleingänge galt er in der Partei als „kopflos“ bzw. „hirnlos“. Am 8. Juli 1983 verließ er die CDU/CSU-Bundestagsfraktion und gehörte dem Bundestag bis zum Ende der 10. Wahlperiode als fraktionsloser Abgeordneter an. Er war Mitglied des Verteidigungsausschusses des Deutschen Bundestages und zudem von 1976 bis 1980 war er Mitglied der Parlamentarischen Versammlung des Europarates bzw. der Westeuropäischen Union. 
Franz Handlos ist stets als direkt gewählter Abgeordneter des Wahlkreises Deggendorf in den Bundestag eingezogen. Zuletzt erreichte er hier bei der Bundestagswahl 1983 mit 73,6 % das höchste Erststimmenergebnis der CSU. 1987 trat er als unabhängiger Direktkandidat im Wahlkreis Deggendorf an und erreichte 17,2 % der Erststimmen.
Franz Handlos leistete etwa 20 Wortbeiträge als Mitglied der Republikaner. Er sowie Voigt, der ebenfalls von der CSU übergetreten war, befassten sich vornehmlich mit der Ostpolitik – wo sie die ihrer Meinung nach zu lasche Haltung der Bundesregierung gegenüber der DDR kritisierten – und kritisierten später in der Flick-Affäre die anderen Parteien, insbesondere CDU und CSU. Hierfür erhielten sie mehrfach Beifall der SPD. Zu hitzigen Auseinandersetzungen mit ihnen kam es von keiner Seite des Parlaments.

## Schriften (Auswahl)
- Macht und Melancholie. Roman. Morsak, Grafenau 1988.
- Costa Blanca – Impressionen. Moll, Benissa 1995, ISBN 84-89111-03-0.
- Costa del Sol. Land und Leute, Mauren und Machos. Moll, Benissa 1998, ISBN 84-89111-09-X.
- Spanische Geschichte zum Schmunzeln. Moll, Benissa 2000, ISBN 84-89111-13-8.
- Die Spanier und die Liebe. Moll, Benissa 2000, ISBN 84-89111-15-4.
- Esel in Spanien. Das Esel-Gestüt Les Murtes in Jalón. Costa-Nachrichten, Benissa 2004, ISBN 84-89111-21-9.